# Mother (песен на „Пинк Флойд“)
„Mother“ (в превод от английски: „Майка“) е песен на Пинк Флойд,  издадена на албума The Wall през 1979 г.  и преиздадена в компилацията с най-добри песни на групата Echoes: The Best of Pink Floyd. 

## Композиция
„Mother“ е с дължина 5:35 минути. По-голямата част от песента е в сол мажор, въпреки че припевът е най-вече в до мажор. Песента е известна с различните използвани тактове като 5/4 и 9/8. Барабанистът на Пинк Флойд, Ник Мейсън, не успява да научи смените на тактовете навреме предвид сбития график на групата за записване, затова отдава свиренето на барабаните на записа на сесийния барабанист Джеф Поркаро. 
Роджър Уотърс описва идеята на песента пред списание „Mojo“ така: „Идеята, че можем да бъдем контролирани от възгледите на родителите ни относно неща като секс. Самотните майки, особено на момчета, могат да направят секса по-труден отколкото е необходимо да бъде“. 

## Състав
- Дейвид Гилмър – вокали (припев), електрическа китара, бас [7]
- Роджър Уотърс – вокали (куплет), акустична китара [7]

заедно с:
- Боб Езрин – орган, пиано [7]
- Джеф Поркаро – барабани [7]